# The Telstars
The Telstars var ett svenskt dansband med tonvikten på pop och jazz, som existerade mellan 1963 och 1979 och bestod av professionella studiomusiker.  Bandet ackompanjerade en mängd svenska och utländska artister, och var förband till The Beatles på deras första Sverige-turné 1963, men det var även ett uppskattat dansband.

## Historik
1963 startades The Telstars av Gösta Nilsson och Rolf Bäckman. De inspirerades av många jazzmusiker och var medlemmar i de mest kända storbanden och jazzbanden i Sverige, till exempel  Malte Johnsons orkester, Thore Ehrlings orkester, Leif Kronlunds orkester, Harry Arnolds radioband och Carl-Henrik Norins orkester, Hacke Björkstens med flera. De tog sitt namn efter kommunikationssatelliten Telstar.

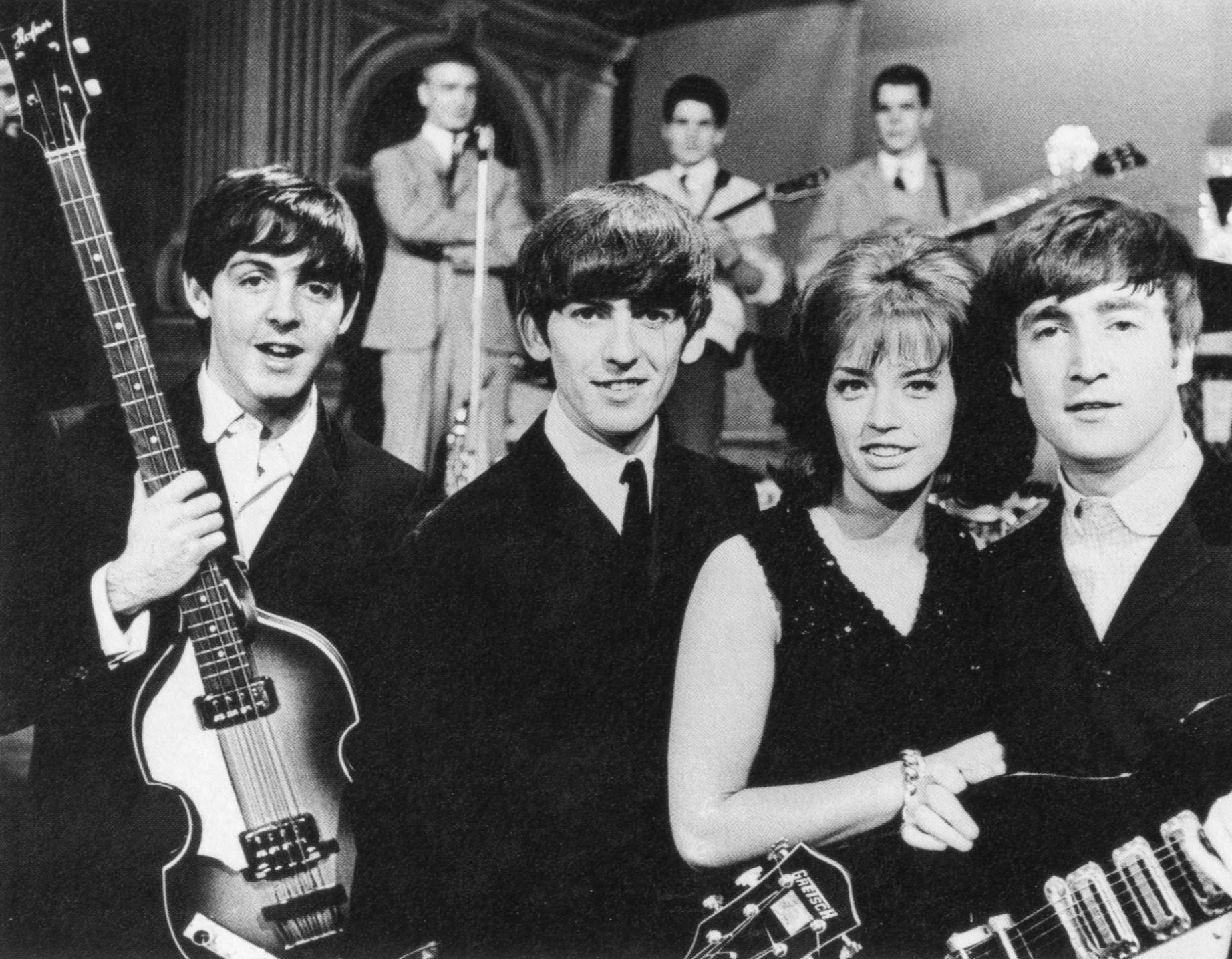
Lill-Babs tillsammans med The Beatles i Drop-In 1963. I bakgrunden syns några medlemmar i Telstars.

Nilsson och Bäckman kallade sin musikstil för JazzPop som också blev titeln på deras första LP-skiva som släpptes 1964. Jazzen avsågs vara deras rötter och pop för det nya och populära, en kombination som visade sig vara framgångsrik. The Telstars blev tidigt husband i TV-programmet Drop-In, och även förband till The Beatles på deras första Sverige-turné 1963.
Många musiker har spelat i The Telstars: Douglas Westlund, Kjell Öhman, Marcus Österdahl, Janne Ersson, Nisse Högström, Palle Danielsson, Rolf Bäckman, Jerry Stensen, Pelle Fröding, Bernt Fristedt, Lasse Sandborg, Dave McShane, David Skinner, Erik Lihm, Janne Landegren med flera.
Telstars reste med en rad internationella artister som turnerade i Skandinavien under 1960- och 1970-talet. De gjorde också ett antal sommarturnéer med Jerry Williams och Björn Skifs, Östen Warnerbring, Kisa Magnusson, med flera.
Telstars vann med låten "Håll dig till höger, Svensson" den utlysta musiktävlingen i Hylands hörna 1967 om den officiella låten för högertrafikomläggningen. Då var Boris Lindqvist sångare.